# Proyecto Mariner Mars 71

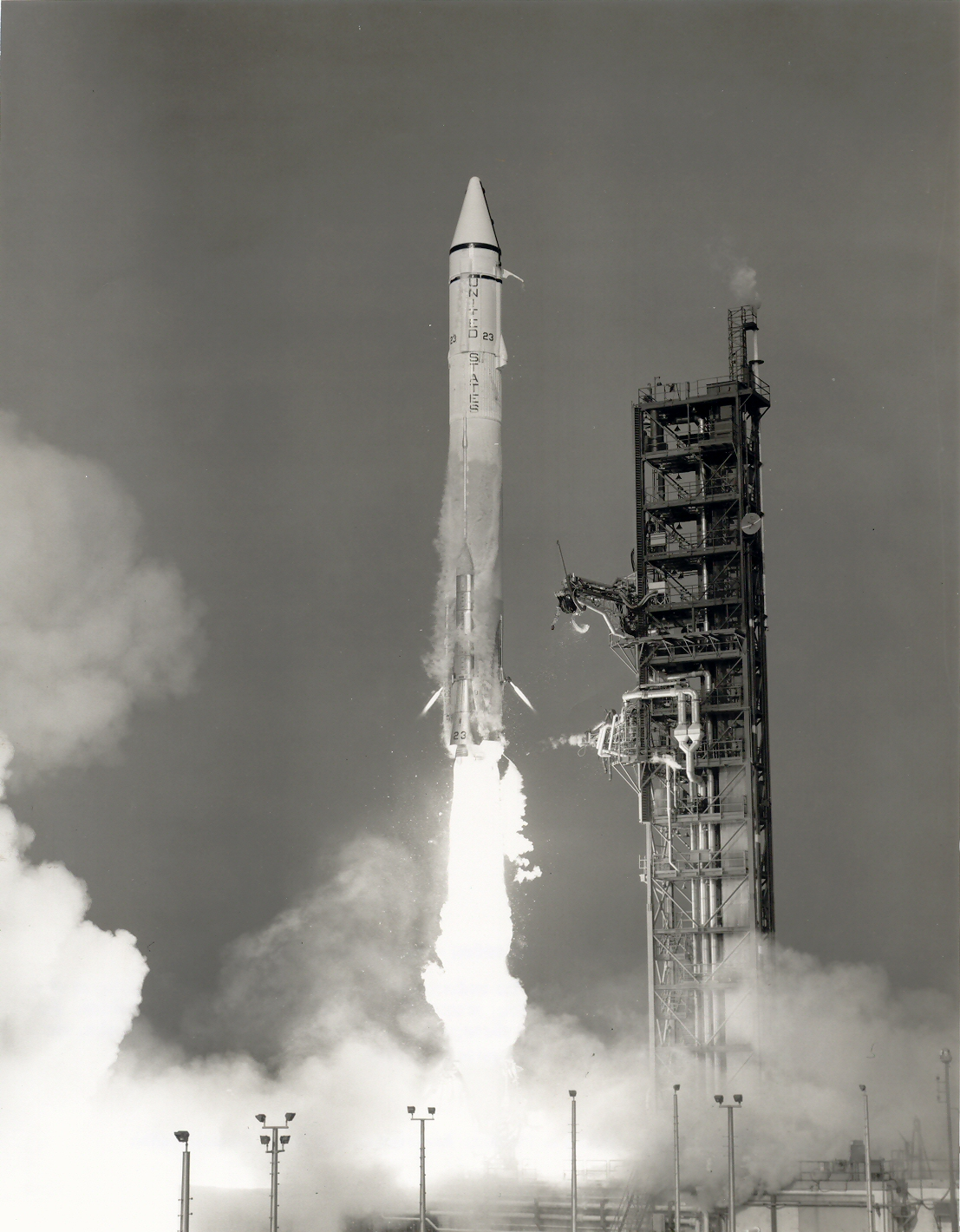
Lanzamiento de la sonda Mariner 9.

El Proyecto Mariner Mars 71 estaba formado por dos sondas (Mariner H e I), cada una de las cuales debía ponerse en órbita alrededor de Marte y llevar a cabo dos misiones separadas y complementarias. Cada nave podía llevar a cabo ambas misiones y tenían que orbitar Marte un mínimo de 90 días, tiempo durante el cual tomarían datos sobre la composición, temperatura, densidad y presión de la atmósfera, así como composición, temperatura y topografía de la superficie.
El objetivo principal del proyecto era cubrir al menos el 70 por ciento de la superficie marciana, así como observar las variaciones temporales y espaciales producidas. La misión Mariner H (Mariner 8) falló en el lanzamiento por lo que algunos de los objetivos de la misión Mariner H fueron añadidos a la Mariner I (Mariner 9).